# Sabana
Sabana este o așezare situată în partea de nord a statului Surinam, în districtul Para.